# Viggo Bie
Viggo Bie (født 4. juni 1867 i Hobro, død 16. marts 1950) var en dansk bryggeridirektør, bror til Jacob Anker og Valdemar Bie.
Han var søn af brygger og justitsråd Hans Jacob Bie og Petrea f. Trane, blev cand.pharm. 1890 og 1891 ansat som assistent på bryggeriet Ceres i Aarhus. Her avancerede han til brygmester 1898, underdirektør ved A/S Østjydske Bryggerier, herunder Ceres, 1915 og adm. direktør fra 1925 indtil 1941. Fra dette år var han medlem af bestyrelsen for Bryggeriforeningen, hvor han senere var næstformand 1932-41. 1938 blev Bie æresmedlem af den norske bryggeriforening. Han var Kommandør af 2. grad (?) af Dannebrog.
Han var også medejer af broderens bryggeri H.I. Bies Bryggeri i Hobro.